# Centroctena imitans
Centroctena imitans är en fjärilsart som beskrevs av Butler 1882. Centroctena imitans ingår i släktet Centroctena och familjen svärmare. Inga underarter finns listade i Catalogue of Life.